# 奥新川駅
奥新川駅（おくにっかわえき）は、宮城県仙台市青葉区新川字岳山（だけやま）にある、東日本旅客鉄道（JR東日本）仙山線の駅である。鉄道駅としては、宮城県内で最も西に位置する。

## 歴史
江戸時代に開山したと言われる銅鉱山の新川鉱山が、大正初期に秋保鉱山として開発され、近接する当地には小学校・病院・飲食店も備えた、戸数200戸、人口600人の新川集落が形成された。
1936年（昭和11年）に仙台営林署が生産事業所を設け、木材輸送のために当駅付近を起点とする新川森林鉄道を開通させた。翌1937年（昭和12年）に、仙台から延伸して来た仙山東線と、山形から延伸して来た仙山西線が接続され、仙山線として全通した。この際に開通した区間の宮城県側最西端の駅として、当駅は開設された。仙山線建設中は千数百人の工事作業員が働いていたため、当地は工事集落として賑わったものの、鉄道開通とともに作業員は減少した。
1960年（昭和35年）に新川森林鉄道が廃止され、1961年（昭和36年）には秋保鉱山が閉山した。これらの影響で、1960年代末には、おもに国鉄職員が住む、人口約300人の鉄道関係者の集落に変化した。
一方で、1960年代初頭にはハイキングコースの「新川ライン」および「奥新川ライン」を国鉄が整備して観光地化が進められ、ハイキング・芋煮会・紅葉狩りなどでの駅利用者が増えた。しかし、駅周辺人口は減少し続け、1985年（昭和60年）に当駅は無人駅化された。
2017年（平成29年）時点における奥新川地区の住民は、3世帯3人であった。
駅から徒歩1分の場所にあり、年間1,000人ほどが利用していた市営の奥新川キャンプ場（営業期間：4 - 11月）は、老朽化を理由に2016年（平成28年）11月に営業を終了した。また「新川ライン」および「奥新川ライン」も安全上の理由により、「奥新川ライン」の南沢A橋手前までを除いて2020年（令和2年）12月に廃止されている。

### 年表
- 1936年（昭和11年）：当駅付近を起点とする新川森林鉄道（約5.1キロメートル）が開通[5]。
- 1937年（昭和12年）11月10日：仙山線に当駅開業[2]（名取郡秋保村）。
- 1960年（昭和35年）：新川森林鉄道が廃線[5]。
- 1961年（昭和36年）：日本国有鉄道がハイキングコース「新川ライン」（5.4キロメートル）を新設。
- 1963年（昭和38年）：日本国有鉄道がハイキングコース「奥新川ライン」（3.6キロメートル）を新設。
- 1971年（昭和46年）4月1日：貨物の取り扱いを廃止[10]。出改札業務を廃止して旅客の取り扱いについては駅員無配置駅となり[11]、運転要員のみ配置[新聞 2]。
- 1985年（昭和60年）3月14日：無人化。
- 1987年（昭和62年）4月1日：国鉄分割民営化により、東日本旅客鉄道へ移管[12]。
- 2015年（平成27年）3月14日：ダイヤ改正で一部停車していた快速列車の通過が発表され、以後、快速は全て通過するようになった
- 2020年（令和2年）
  - 10月1日：愛子駅の業務委託化に伴い、仙台地区センター管理下となる。
  - 12月1日：「新川ライン」および「奥新川ライン」が一部を除いて廃止・通行止め[9]。
- 2022年（令和4年）
  - 1月8日：積雪対策のため、一部の普通列車が冬季間に当駅と面白山高原駅の通過を開始[注 1][報道 1]。2月28日までの間、下り初電が通過[報道 1]。
  - 12月10日：2023年（令和5年）3月17日までの間、普通列車の一部列車が当駅通過となる[報道 2]。
- 2023年（令和5年）
  - 3月18日：普通列車の一部列車が通年当駅通過となる[報道 3]。
  - 12月9日：2024年（令和6年）3月15日までの間、通年通過となる普通列車以外の一部列車が当駅通過となる[報道 4]。
- 2024年（令和6年）10月1日：えきねっとQチケのサービスを開始[1][報道 5]。

## 駅構造
相対式ホーム2面2線を有する地上駅である。互いのホームは、羽前千歳方の構内踏切で連絡している。
仙台地区センター管理の無人駅で、乗車駅証明書発行機が設置されている。JRの特定都区市内制度における「仙台市内」に含まれる。

### のりば
| 番線 | 路線    | 方向 | 行先           |
| ---- | ------- | ---- | -------------- |
| 1    | ■仙山線 | 上り | 仙台方面       |
| 2    | ■仙山線 | 下り | 山寺・山形方面 |

- 1番線は上下双方に場内・出発信号が設置されており、列車交換がない場合に下り列車が使用する場合がある。

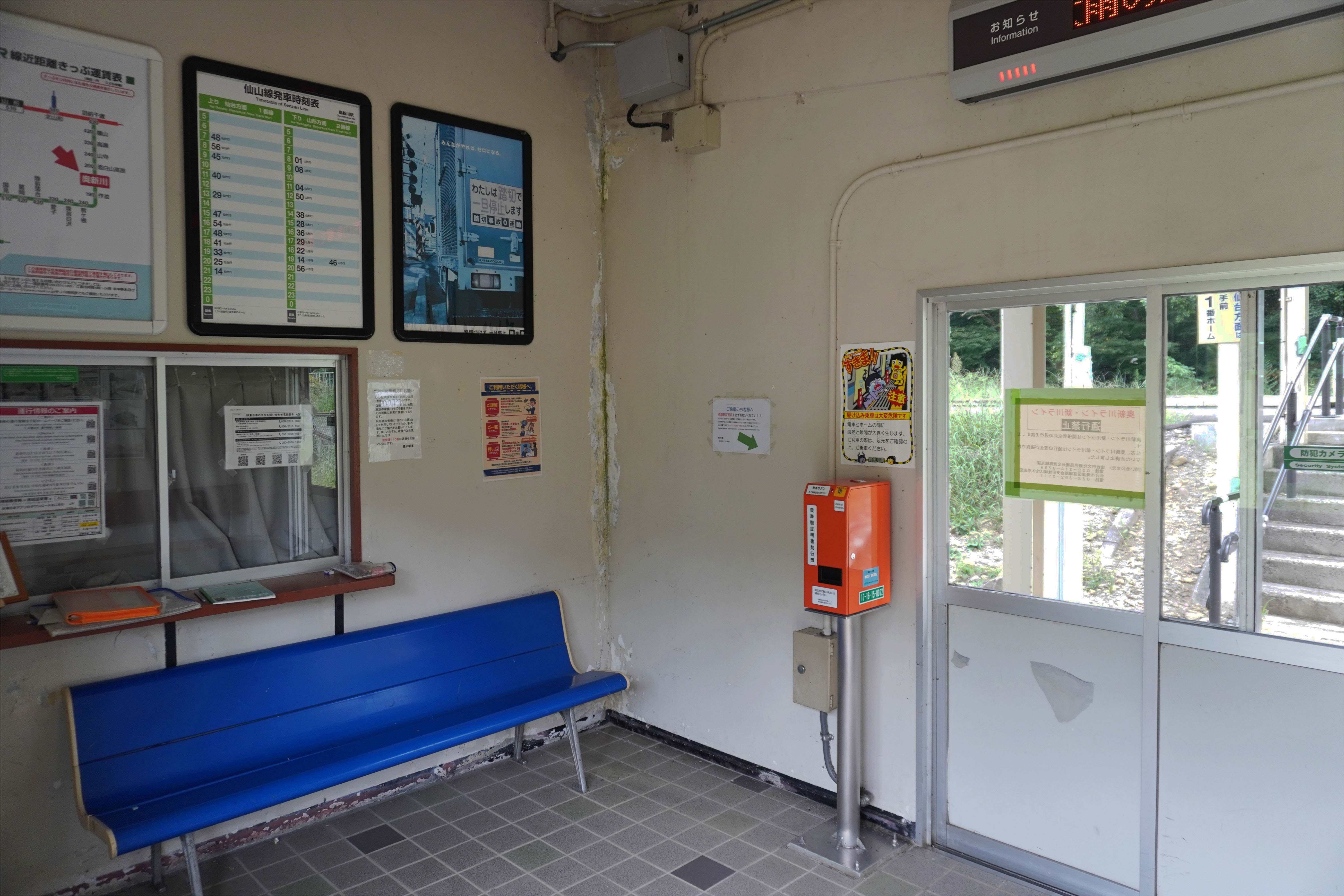
駅舎内（2023年9月）
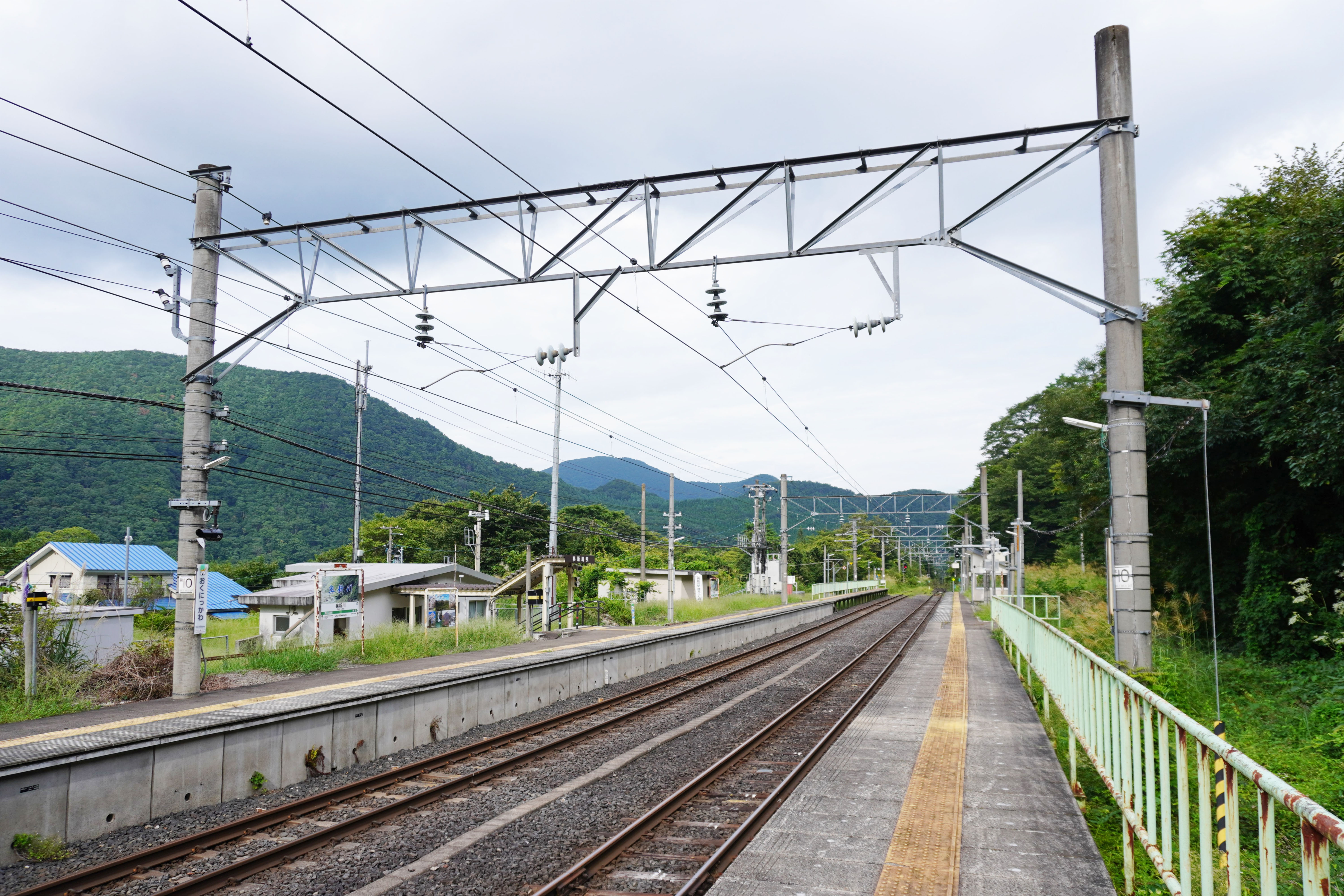
ホーム（2023年9月）
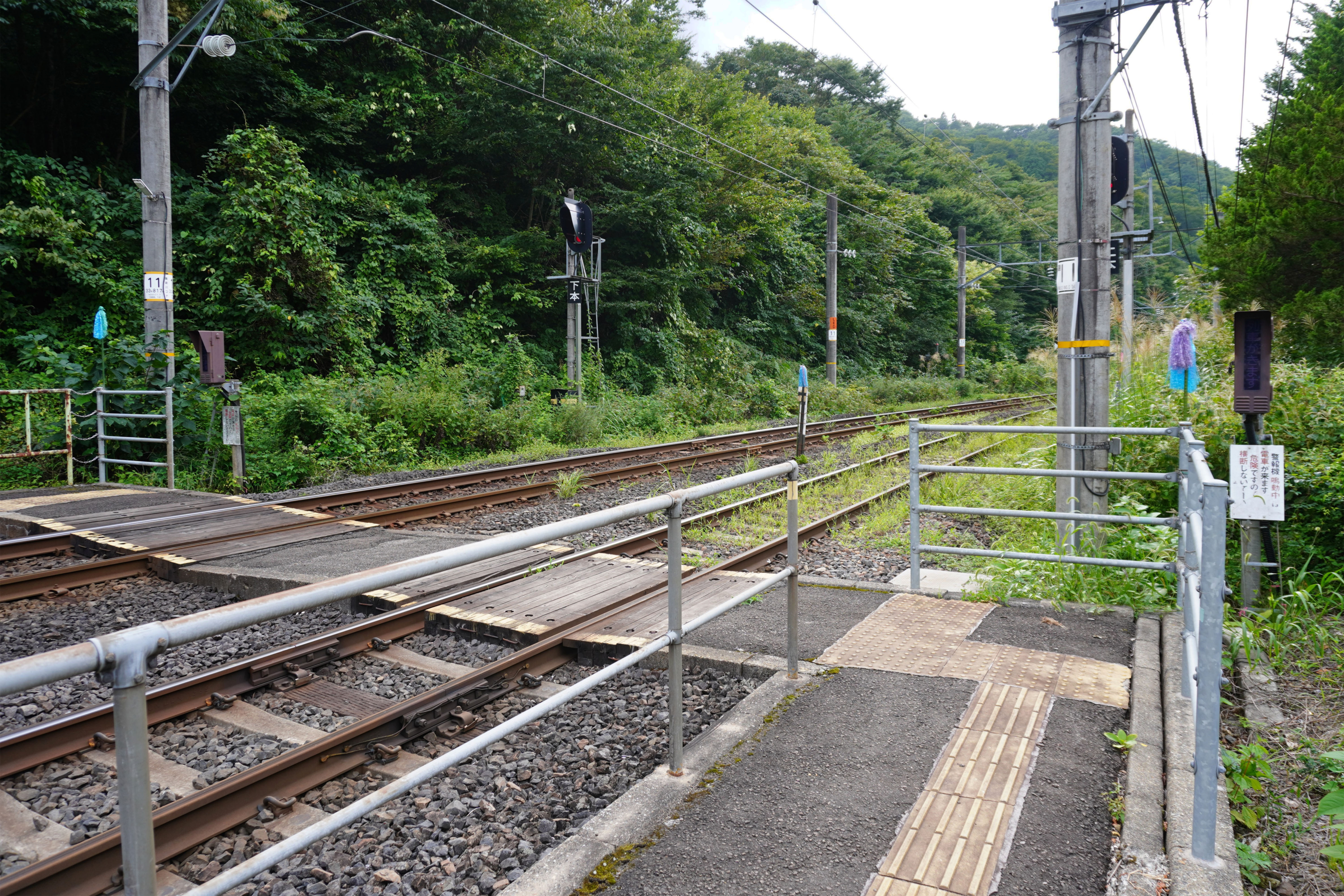
構内踏切（2023年9月）

## 利用状況
1957年度（昭和32年度）- 2007年度（平成19年度）の1日平均乗車人員および貨物輸送の推移は以下のとおりであった。駅開業のころから1950年代末まで、仙台営林署が木材を伐採して送り出した。なお、冬季の利用者は、ほぼ0に近い。
| 乗車人員・貨物輸送推移 | 乗車人員・貨物輸送推移 | 乗車人員・貨物輸送推移 | 乗車人員・貨物輸送推移 | 乗車人員・貨物輸送推移 | 乗車人員・貨物輸送推移 | 乗車人員・貨物輸送推移 |
| 年度                   | 1日平均乗車人員        | 1日平均乗車人員        | 1日平均乗車人員        | 貨物輸送               | 貨物輸送               | 出典                   |
| 年度                   | 普通                   | 定期                   | 合計                   | 貨物発                 | 貨物着                 | 出典                   |
| ---------------------- | ---------------------- | ---------------------- | ---------------------- | ---------------------- | ---------------------- | ---------------------- |
| 1957年（昭和32年）     |                        |                        | 190                    | 6.7t                   | 2.9t                   | [ 14 ]                 |
| 1960年（昭和35年）     |                        |                        | 192                    | 2.3t                   | 4.9t                   | [ 14 ]                 |
| 1970年（昭和40年）     |                        |                        | 78                     | 廃止                   | 廃止                   |                        |
| 1980年（昭和45年）     |                        |                        | 31                     | 廃止                   | 廃止                   |                        |
| 1999年（平成11年）     | 24                     | 2                      | 26                     | 廃止                   | 廃止                   | [ 15 ]                 |
| 2000年（平成12年）     | 13                     | 2                      | 15                     | 廃止                   | 廃止                   | [ 15 ]                 |
| 2001年（平成13年）     | 13                     | 2                      | 15                     | 廃止                   | 廃止                   | [ 15 ]                 |
| 2002年（平成14年）     | 13                     | 1                      | 14                     | 廃止                   | 廃止                   | [ 16 ]                 |
| 2003年（平成15年）     | 19                     | 2                      | 21                     | 廃止                   | 廃止                   | [ 16 ]                 |
| 2004年（平成16年）     | 18                     | 2                      | 20                     | 廃止                   | 廃止                   | [ 16 ]                 |
| 2005年（平成17年）     | 17                     | 2                      | 19                     | 廃止                   | 廃止                   | [ 16 ]                 |
| 2006年（平成18年）     | 17                     | 3                      | 20                     | 廃止                   | 廃止                   | [ 16 ]                 |
| 2007年（平成19年）     | 11                     | 5                      | 16                     | 廃止                   | 廃止                   | [ 17 ]                 |

## 駅周辺
駅は奥羽山脈の山間に位置し、新川川に面する。駅周辺に集落はない。上記の通り、奥新川キャンプ場は封鎖され、ハイキングコースの奥新川・新川ラインは一部を除き廃止されている。
冬は積雪のため付近の道路の通行が困難なので、駅周辺を担当する郵便配達員（現在は愛子郵便局。2007年〈平成19年〉までは作並郵便局）は鉄道を利用して郵便物の集配を行っている。

## Suica運賃計算の特例
当駅はSuicaの利用はできないが、山寺駅もしくはかみのやま温泉駅 - 村山駅・寒河江駅間の各駅からSuica改札機で入場し、仙台市内発の乗車券類と併用して仙台駅の新幹線乗換改札口の自動改札機を通過する場合のみ、前述の発駅から当駅までのIC運賃が自動的に差し引かれる。

## 隣の駅
東日本旅客鉄道（JR東日本）
■仙山線
□快速
通過
■普通（一部列車は当駅通過）
作並駅 - *（臨）八ツ森駅 - 奥新川駅 - （面白山信号場） - 面白山高原駅
*打消線は廃駅